# Marquesaskungsfiskare
Marquesaskungsfiskare (Todiramphus godeffroyi) är en akut utrotningshotad fågel i familjen kungsfiskare som förekommer i östra Stilla havet.

## Utseende och läte
Marquesaskungsfiskare är en distinkt kungsfiskare med en kroppslängd på 22 cm. Karakteristiskt är en  beigefärgad triangel på övre delen av ryggen. Den är helt vit på undersidan samt ovan på hjässa, panna, manteln och de centrala delarna av övre ryggen. Ett blått ögonstreck förlängs bakåt som en bruten linje på huvudets baksida. På nedre delen av ryggen, övergumpen, vingarna och stjärten är den blågrön. Bland lätena hörs mjuka "treet-tee-tee" och högljudda, hårda varningsläten.

## Utbredning och status
Marquesaskungsfiskaren förekommer i södra Marquesasöarna i östra Stilla havet, på ön Tahuata och fram tills nyligen på Hiva Oa. Tidigare fynd från Fatu Hiva, Mohotani och Ua Pou har visats sig vara felaktiga. Med tanke på att den numera förekommer på en enda liten ö där den dessutom tros minska i antal kategoriserar internationella naturvårdsunionen IUCN arten som akut hotad. Världspopulationen uppskattas till 350 vuxna individer.

## Namn
Fågelns vetenskapliga artnamn hedrar Johan Cesar VI Godeffroy (1813-1885), tysk handelsmagnat, samlare av specimen och grundare av Godeffroymuseet i Hamburg.